# Hvene
Hvene (Agrostis) er en slægt med ca. 50 arter af flerårige og enårige urter i Græs-familien. De danner en spinkel top med enkeltblomstrede småaks. Yderavnerne er længere end dækbladene.
| Beskrevne arter |

- Almindelig hvene (Agrostis capillaris)
- Hundehvene (Agrostis canina)
- Krybhvene (Agrostis stolonifera) – Fioringræs
  - Variant: Klithvene (Agrostis stolonifera var. maritima)
- Sandhvene (Agrostis vinealis'')
- Stortoppet hvene (Agrostis gigantea)

| Andre arter |

| - Agrostis aequivalvis - Agrostis agrostiflora - Agrostis alpina - Agrostis anadyrensis - Agrostis avenacea - Agrostis bergiana - Agrostis borealis - Agrostis breviculmis - Agrostis capensis - Agrostis castellana - Agrostis clavata - Agrostis curtisii - Agrostis dyeri - Agrostis elliottiana - Agrostis eriantha - Agrostis exarata - Agrostis flaccida - Agrostis hendersonii | - Agrostis hugoniana - Agrostis humilis - Agrostis hyemalis - Agrostis hygrometrica - Agrostis idahoensis - Agrostis inaequiglumis - Agrostis keniensis - Agrostis koelerioides - Agrostis lachnantha - Agrostis leptotricha - Agrostis longiligula - Agrostis lyallii - Agrostis maritima - Agrostis mertensii - Agrostis microphylla - Agrostis mongolica - Agrostis montevidensis - Agrostis munroana | - Agrostis nebulosa - Agrostis nervosa - Agrostis nipponensis - Agrostis pallida - Agrostis perennans - Agrostis retrofracta - Agrostis rupestris - Agrostis scabra - Agrostis scabriglumis - Agrostis tandilensis - Agrostis tenuifolia - Agrostis thurberiana - Agrostis tolucensis - Agrostis transcaspica - Agrostis vidalii |